# Premio Barry per il miglior thriller
Il premio Barry per il miglior thriller (Best Thriller), è una delle sei categorie in cui viene assegnato regolarmente, durante il premio letterario statunitense Barry Award dal 2005 in omaggio al lavoro dell'anno prima di un autore del genere thriller negli Stati Uniti o in Canada.

## Albo d'oro
- 2005 – Rain Storm - Pagato per uccidere (Rain Storm), Barry Eisler
- 2006 – Company Man, Joseph Finder
- 2007 – The Messenger. Terrore in Vaticano (The Messenger), Daniel Silva
- 2008 – L'angelo custode (The Watchman), Robert Crais
- 2009 – Il ripulitore: l'inganno (The Deceived), Brett Battles
- 2010 – La maratoneta (Running from the Devil), Jamie Freveletti
- 2011 – Tredici ore (13 Hours), Deon Meyer
- 2012 – The Informant, Thomas Perry
- 2013 – L'angelo caduto (The Fallen Angel), Daniel Silva
- 2014 – The Doll, Taylor Stevens
- 2015 – Those Who Wish Me Dead, Michael Koryta
- 2016 – The Mask, Taylor Stevens
- 2017 – Guilty Minds, Joseph Finder
- 2018 – UNSUB, Meg Gardiner
- 2019 – Safe Houses, Dan Fesperman
- 2020 – The Chain, Adrian McKinty
- 2021 – Eddie’s Boy, Thomas Perry
- 2022 – Isole di sangue (Five Decembers), James Kestrel